# パレスチナ人民党
パレスチナ人民党（パレスチナじんみんとう、アラビア語: حزب الشعب الفلسطيني 、ラテン文字転写:Hizb al-Sha'b al-Filastini 、英語: Palestinian People's Party、略称:PPP）とは、パレスチナの共産主義政党。1982年にパレスチナ共産党として結党された。

## 概要
結党時の党名が示すとおり、パレスチナの共産主義化を目指している。
パレスチナ国内での共産主義革命を掲げる政治団体には、古くからパレスチナ解放人民戦線（PFLP）が存在するが、PFLPはテロをも辞さない姿勢を採っており政治的には「極左」にあたる組織だが、パレスチナ人民党は穏健な左翼政党である。
またPFLPがイスラエル国家打倒を掲げているのに対し、人民党はヨルダン川西岸地区及びガザ地区でのパレスチナ国家独立を目指しており、二国家共存路線を採用している。イスラエルの共産主義政党である「ハダシュ」とは提携関係にある。
2006年の立法評議会選挙では、ナーイフ・ハワトメ率いるパレスチナ解放民主戦線（DFLP）とパレスチナ民主連合（FIDA）と統一会派「ザ・オルタネイティヴ」を結成し、2議席を獲得した。